# Delichon
Delichon là một chi chim trong họ Hirundinidae.

## Hình ảnh

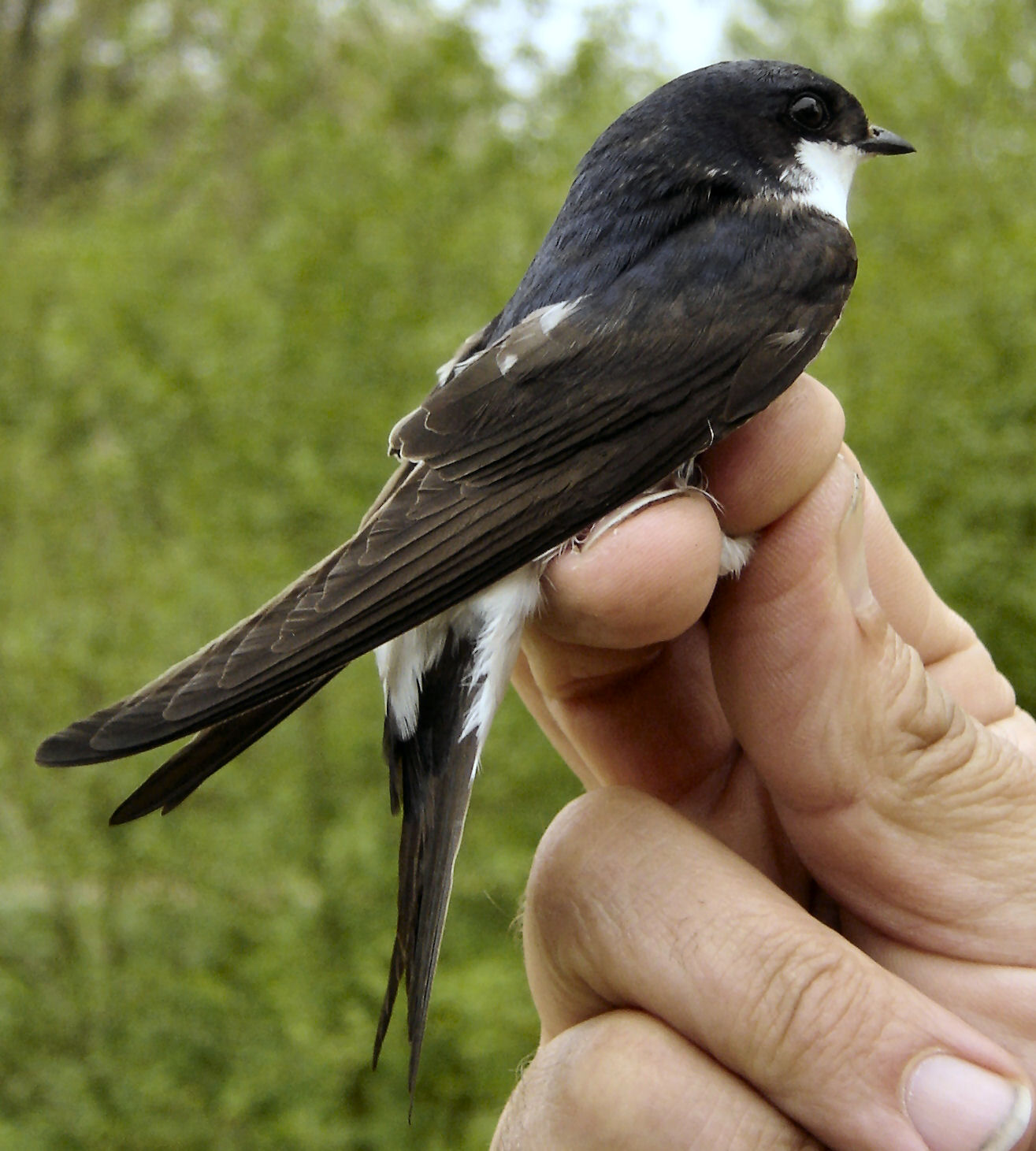
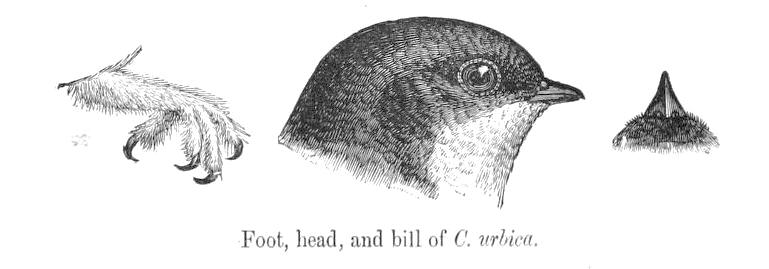
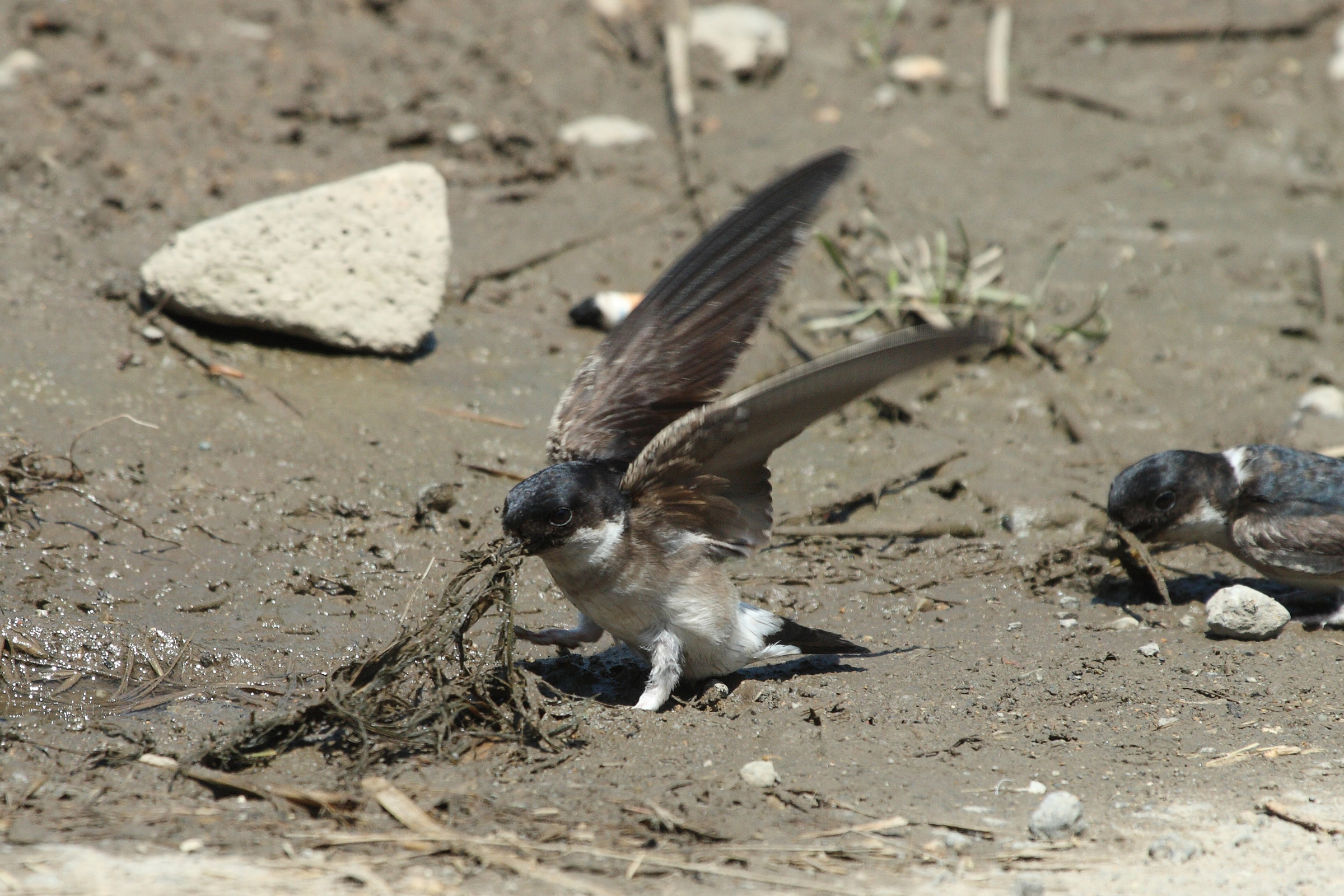
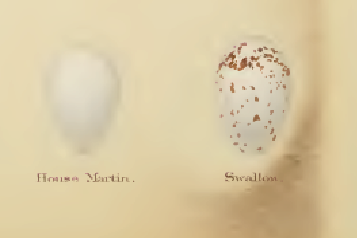
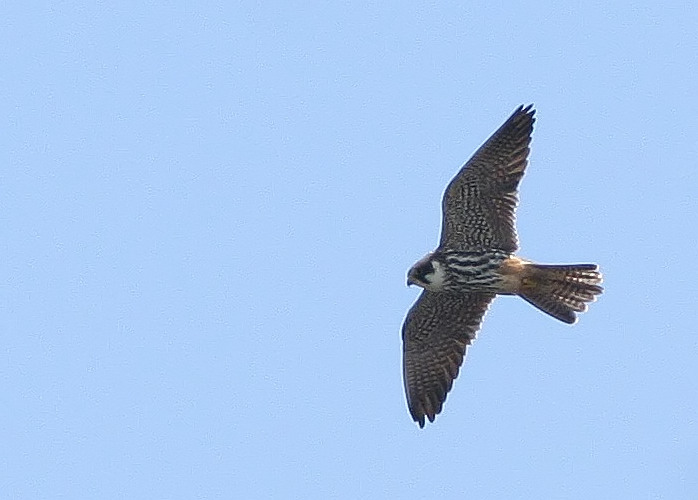
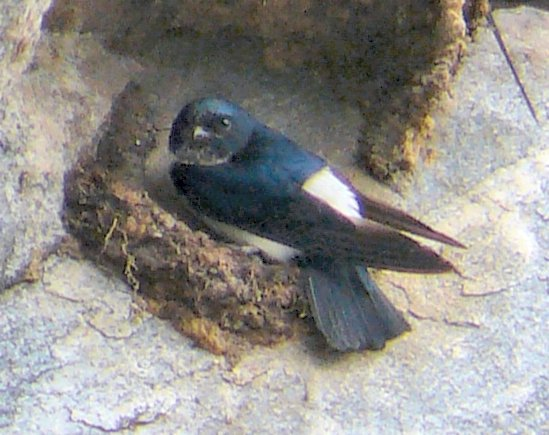